# Marianne Johanna Lehmkuhl
Marianne Johanna Lehmkuhl (* 1966 in Graz) ist eine österreichische Rechtswissenschaftlerin.

## Leben
Von 1985 bis 1990 absolvierte sie ein Diplomstudium der Rechtswissenschaften an der Universität Graz. 1995 promovierte sie zur Doktorin der Rechtswissenschaften und erlangte 2003 die Lehrbefugnis als Universitätsdozentin für Strafrecht, Strafprozessrecht und Kriminologie an der rechtswissenschaftlichen Fakultät der Universität Graz. Von 2009 bis 2013 war sie außerordentliche Universitätsprofessorin für Strafrecht, Strafprozessrecht und Kriminologie an der Universität Graz. Es folgte sodann ihre Berufung an die Universität St. Gallen als Professorin für Strafrecht, Strafprozessrecht und Kriminologie mit Schwerpunkt Wirtschaftsstrafrecht. Seit 2013 ist sie Inhaberin des Lehrstuhls für Strafrecht, Wirtschafts- und internationales Strafrecht an der Universität Bern, wo sie gleichzeitig als geschäftsführende Direktorin des Instituts für Strafrecht und Kriminologie ernannt wurde.
Ihre Forschungsschwerpunkte sind Strafrechtsvergleichung, Unternehmensstrafrecht, Wirtschaftsstrafrecht, Viktimologie und Opferrechte, Strafrecht Österreichs, Umweltstrafrecht, Strafrecht des Fürstentums Liechtenstein und Kriminalpolitik.

## Auszeichnungen
- 2022: Aufnahme in die Österreichische Akademie der Wissenschaften als korrespondierendes Mitglied im Ausland
- 2011: Aufnahme in die Europäische Akademie der Wissenschaften und Künste
- 2004: Förderungspreis für Wissenschaft und Forschung des Landes Steiermark
- 2001–2002: Alexander von Humboldt-Forschungsstipendium am Max-Planck-Institut für ausländisches und internationales Privatrecht in Freiburg i. Br.

## Schriften (Auswahl)
- Die Wiedergutmachung im österreichischen Strafrecht. Auf dem Weg zu einem neuen Kriminalrecht?. Dissertation, Wien 1996, ISBN 3-7046-0818-1.
- Die strafrechtliche Verantwortlichkeit von Unternehmen und Verbänden mit Rechtspersönlichkeit in Österreich, Habilitation, 2003,
- Verbandsverantwortlichkeitsgesetz (VbVG). Textausgabe mit Anmerkungen. Wien 2006, ISBN 3-7046-4801-9.
- mit Peter J. Schick: Fälle und Lösungsmuster zum materiellen Strafrecht. Wien 2008, ISBN 3-7046-0818-1.
- mit Alois Birklbauer und Alexander Tipold: Strafrecht Besonderer Teil I. §§ 75–168d StGB. Wien 2020, ISBN 3-7089-1866-5.